# Hyphalus ultimus
Hyphalus ultimus är en skalbaggsart som beskrevs av Britton 1977. Hyphalus ultimus ingår i släktet Hyphalus och familjen lerstrandbaggar. Inga underarter finns listade i Catalogue of Life.